# Yuan Sijun
Yuan Sijun (Nanchang, 29 de mayo de 2000) es un jugador de snooker chino.

## Biografía
Nació en la ciudad china de Nanchang en 2000. Es jugador profesional de snooker desde 2017. No se ha proclamado campeón de ningún torneo de ranking, y su mayor logro hasta la fecha fue alcanzar las semifinales del Abierto de Gibraltar de 2019, en las que cayó derrotado (0-4) ante Stuart Bingham. Tampoco ha logrado hilar ninguna tacada máxima, y la más alta de su carrera está en 140.